# Synallaxis candei
A Synallaxis candei a madarak (Aves) osztályának verébalakúak (Passeriformes) rendjébe és a fazekasmadár-félék (Tyrannidae) családjába tartozó faj.

## Rendszerezése
A fajt Alcide d’Orbigny és Frédéric de Lafresnaye írták le 1838-ban. Egyes szervezetek a Poecilurus nembe sorolták Poecilurus candei néven.

## Alfajai
- Synallaxis candei atrigularis (Todd, 1917)
- Synallaxis candei candei Orbigny & Lafresnaye, 1838
- Synallaxis candei venezuelensis Cory, 1913[2]

## Előfordulása
Dél-Amerika északi részén, Kolumbia és Venezuela területén honos. Természetes élőhelyei a szubtrópusi vagy trópusi lombhullató erdők, mangroveerdők és bokrosok, valamint ültetvények. Állandó, nem vonuló faj.

## Megjelenése
Testhossza 17 centiméter, a testtömege 14-16 gramm.

## Életmódja
A bokrok alatti talajon, gallyakon és ágakon keresgéli ízeltlábúakból álló táplálékát.

## Természetvédelmi helyzete
Elterjedési területe nagyon nagy, egyedszáma pedig stabil. A Természetvédelmi Világszövetség Vörös listáján nem fenyegetett fajként szerepel.